# Young, Rich & Dangerous
Young, Rich & Dangerous è il terzo e ultimo album in studio del gruppo hip hop statunitense Kris Kross, pubblicato nel 1996.

## Tracce
1. Some Cut Up – 1:45
2. When the Homies Show Up – 1:31
3. Tonite's tha Night – 3:16
4. Interview – 0:39
5. Young, Rich and Dangerous – 3:50
6. Live and Die for Hip Hop (feat. Da Brat, Aaliyah, Jermaine Dupri & Mr. Black) – 3:43
7. Money, Power and Fame (feat. Chris Terry) – 3:48
8. It's a Group Thang – 0:51
9. Mackin' Ain't Easy (feat. Mr. Black) – 2:58
10. Da Streets Ain't Right – 3:00
11. Hey Sexy (feat. Chris Terry) – 3:40
12. Tonite's tha Nite (Remix) – 3:41

## Classifiche
| Classifica (1996) | Posizione raggiunta |
| ----------------- | ------------------- |
| Stati Uniti       | 15                  |